# Чудовий шанс
Чудовий шанс (англ. The Wonderful Chance) — американська кримінальна драма режисера Джорджа Арчейнбода 1920 року.

## У ролях
- Юджин О'Брайен — лорд Бірмінгем / «Форс» Барлоу
- Марта Менсфілд — Пеггі Вінтон
- Том Блейк — «Ред» Дуган
- Рудольф Валентіно — Джо Клінгсбі
- Джозеф Фленеган — Хаггерті
- Воррен Кук — Паркер Вінтон